# Pensa in grande
Pensa in grande è un programma televisivo italiano di genere enogastronomico e naturalistico, andato in onda su Rete 4 dal 1º dicembre 2019 al 15 dicembre 2024, ideato e curato dalla giornalista Rachele Restivo. 

## Il programma
Il programma, ideato e condotto da Rachele Restivo nelle prime due edizioni e narrato da Massimo Bitossi dalla terza alla quinta edizione, era realizzato dalla testata giornalistica italiana Videonews in collaborazione con RTI e, in versione docu-film, raccontava le storie e il successo dei grandi imprenditori e top manager che lavoravano nelle proprie imprese.

## Edizioni
| Edizione | Anno      | Conduzione      | Narrazione      | Protagonisti (imprenditori e aziende) | Protagonisti (imprenditori e aziende) | Protagonisti (imprenditori e aziende) | Periodo           | Periodo          | Puntate | Regia              |
| Edizione | Anno      | Conduzione      | Narrazione      | Protagonisti (imprenditori e aziende) | Protagonisti (imprenditori e aziende) | Protagonisti (imprenditori e aziende) | Inizio            | Fine             | Puntate | Regia              |
| -------- | --------- | --------------- | --------------- | ------------------------------------- | ------------------------------------- | ------------------------------------- | ----------------- | ---------------- | ------- | ------------------ |
| 1ª       | 2019-2020 | Rachele Restivo | Non presente    | Maurizio Riva                         | Elisabetta Franchi                    | Stefano Domenicali                    | 1º dicembre 2019  | 5 gennaio 2020   | 6       | Dario Ghezzi       |
| 1ª       | 2019-2020 | Rachele Restivo | Non presente    | Fratelli Aprea                        | Famiglia Nonnino                      | Giuseppe Di Martino                   | 1º dicembre 2019  | 5 gennaio 2020   | 6       | Dario Ghezzi       |
| 2ª       | 2021      | Rachele Restivo | Non presente    | Fratelli Monini                       | Fratelli Brazzale                     | Vanino Vanucci                        | 9 gennaio 2021    | 13 febbraio 2021 | 9       | Dario Ghezzi       |
| 2ª       | 2021      | Rachele Restivo | Non presente    | Sebastiano Giovanni Caffo             | Franco Uzzeni                         | Alberto Galassi                       | 25 settembre 2021 | 9 ottobre 2021   | 9       | Dario Ghezzi       |
| 3ª       | 2022      | Non presente    | Massimo Bitossi | Maurizio Zanella                      | Giovanni D'Ambruoso                   | Roberto Colletto                      | 5 giugno 2022     | 3 luglio 2022    | 5       | Roberto Burchielli |
| 3ª       | 2022      | Non presente    | Massimo Bitossi | Antimo Caputo                         | Bruno Piraccini                       | Bruno Piraccini                       | 5 giugno 2022     | 3 luglio 2022    | 5       | Roberto Burchielli |
| 4ª       | 2023      | Non presente    | Massimo Bitossi | Alessandro Saviola                    | Gaudì                                 | Famiglia Dell'Orto                    | 30 aprile 2023    | 4 giugno 2023    | 6       | Roberto Burchielli |
| 5ª       | 2023      | Non presente    | Massimo Bitossi | Marco Brandani                        | Alberto Bertone                       | Laura Ferrari                         | 3 dicembre 2023   | 17 dicembre 2023 | 3       | Roberto Burchielli |
| 6ª       | 2024      | Non presente    | Massimo Bitossi | Bauli                                 | Fileni                                | Fossati                               | 1º dicembre 2024  | 15 dicembre 2024 | 3       | Roberto Burchielli |

## Programmazione
| Edizione | Rete televisiva | Anno      | Stagione         | Orario      | Durata | Programmazione | Programmazione | Programmazione | Programmazione | Programmazione | Programmazione | Programmazione | Collocazione |
| Edizione | Rete televisiva | Anno      | Stagione         | Orario      | Durata | L              | M              | M              | G              | V              | S              | D              | Collocazione |
| -------- | --------------- | --------- | ---------------- | ----------- | ------ | -------------- | -------------- | -------------- | -------------- | -------------- | -------------- | -------------- | ------------ |
| 1ª       | Rete 4          | 2019-2020 | autunno-inverno  | 14:30-15:35 | 65 min |                |                |                |                |                |                |                | Day-time     |
| 2ª       | Rete 4          | 2021      | inverno          | 15:35-16:40 | 65 min |                |                |                |                |                |                |                | Day-time     |
| 2ª       | Rete 4          | 2021      | autunno          | 15:35-16:40 | 65 min |                |                |                |                |                |                |                | Day-time     |
| 3ª       | Rete 4          | 2022      | primavera-estate | 14:30-15:35 | 65 min |                |                |                |                |                |                |                | Day-time     |
| 4ª       | Rete 4          | 2023      | primavera        | 14:30-15:35 | 65 min |                |                |                |                |                |                |                | Day-time     |
| 5ª       | Rete 4          | 2023      | autunno          | 14:30-15:35 | 65 min |                |                |                |                |                |                |                | Day-time     |
| 6ª       | Rete 4          | 2024      | autunno          | 14:30-15:35 | 65 min |                |                |                |                |                |                |                | Day-time     |

## Riconoscimenti
- 2020: Moige Miglior programma televisivo di qualità dell'anno[7][8]